# 80式戦車
80式戦車（80しきせんしゃ、 80式主战坦克、ZTZ-80/WZ-122）は、79式戦車の車体をベースに開発された中国初の第2世代主力戦車である。
ソ連戦車のコピー品だった59式戦車や69式戦車と異なり、NATO規格の105mm ライフル砲やイギリス製の射撃統制システム、西ドイツ製のエンジンなど、積極的に西側の戦車技術を取り込み自国開発を目指した戦車であった。制式採用されたものの、発展型の88式戦車と異なり、海外への輸出に失敗したため、本格的な生産は行われなかった。

## 概要
対立状態にあった中ソは、1969年にウスリー川のダマンスキー島で軍事衝突に至った。第1世代戦車である59式戦車はソ連からの軍事技術供与で量産することができるようになったものの、ソ連軍の戦車に対抗できる第2世代の戦車開発を自国で行う必要性に迫られる事となった。当初は西ドイツのクラウス＝マッファイ社に代表団を派遣してレオパルト2の購入またはライセンス生産を検討するも外貨不足で実現しなかったため、西ドイツ製のエンジンなど当時の第2世代戦車の最新技術を取り入れた国産戦車の開発を決定した。そこで、79式戦車の車体をベースに試作案が作成され、1980年代から開発が始まり、1985年に内モンゴル自治区の617工場でプロトタイプが完成、1988年に制式採用された。
80式戦車の車体は79式戦車をベースに車体全体を大型化し、大型転輪5個から上部支持輪を持つ小型転輪6個へ変更した。砲塔は、ソ連軍戦車独特の避弾経始を重視したお椀型デザインを引き継ぐが、主砲は西側のNATO規格の105mm ライフル砲を採用した。このほかにも、微光増幅式暗視装置やアナログ式弾道コンピュータ、レーザー測定器などを導入した。
その後も砲塔前面部の弾薬搭載スペースの排除や搭載弾数の増加、ERA（爆発反応装甲）の追加などの改修が行われ、新たに小型されたレーザー測定器の搭載、砲塔前面に対HEAT弾対策の追加装甲、新型の対NBC加圧システムが加えられ、80-II式戦車としてプロトタイプが製造され、輸出モデルとして売り込みが行われるも採用国は無く、それ以降量産されることはなかった。
|          | 99式                                           | 96式                                                    | 88式                                                    | 80式                                                    | 69/79式                                                   | 59式                                |
| -------- | ---------------------------------------------- | ------------------------------------------------------- | ------------------------------------------------------- | ------------------------------------------------------- | --------------------------------------------------------- | ----------------------------------- |
| 画像     |                                                |                                                         |                                                         |                                                         |                                                           |                                     |
| 世代     | 第3世代                                        | 第2.5世代                                               | 第2世代                                                 | 第2世代                                                 | 第1世代                                                   | 第1世代                             |
| 全長     | 11 m                                           | 10.65 m                                                 | 9.32 m                                                  | 9.32 m                                                  | 9.22 m                                                    | 9 m                                 |
| 全幅     | 3.4 m                                          | 3.3 m                                                   | 3.37 m                                                  | 3.37 m                                                  | 3.29 m                                                    | 3.27 m                              |
| 全高     | 2.4 m                                          | 2.3 m                                                   | 2.29 m                                                  | 2.29 m                                                  | 2.8 m                                                     | 3.27 m                              |
| 重量     | 54 t（99A式）                                  | 42.5 t                                                  | 38.5 t                                                  | 38 t                                                    | 36.5 / 37.5                                               | 36 t                                |
| 主砲     | 48口径125mm滑腔砲                              | 48口径125mm滑腔砲                                       | 51口径105mmライフル砲                                   | 51口径105mmライフル砲                                   | 56口径100mmライフル砲 (69式) 51口径105mmライフル砲 (79式) | 56口径100mmライフル砲               |
| 副武装   | 12.7mm重機関銃×1 7.62mm機関銃×1 対戦車ミサイル | 12.7mm重機関銃×1 7.62mm機関銃×1                         | 12.7mm重機関銃×1 7.62mm機関銃×1                         | 12.7mm重機関銃×1 7.62mm機関銃×1                         | 12.7mm重機関銃×1 7.62mm機関銃×1                           | 12.7mm重機関銃×1 7.62mm機関銃×1     |
| 装甲     | 複合+ERA                                       | 複合                                                    | 鋳造・溶接鋼板 (一部複合)                               | 鋳造・溶接鋼板                                          | 鋳造・溶接鋼板                                            | 鋳造・溶接鋼板                      |
| エンジン | 水冷4ストローク V型12気筒ディーゼル            | 液冷4ストローク V型12気筒スーパーチャージド・ディーゼル | 液冷4ストローク V型12気筒スーパーチャージド・ディーゼル | 液冷4ストローク V型12気筒スーパーチャージド・ディーゼル | 水冷4ストローク V型12気筒ディーゼル                       | 水冷4ストローク V型12気筒ディーゼル |
| 最大出力 | 1,200 hp 1,500 hp（A型）                       | 1,000 hp                                                | 730 hp                                                  | 730 hp                                                  | 580 hp                                                    | 520 hp                              |
| 最高速度 | 70 km/h                                        | 65 km/h                                                 | 57 km/h                                                 | 57 km/h                                                 | 50 km/h                                                   | 45 km/h                             |
| 懸架方式 | トーションバー                                 | トーションバー                                          | トーションバー                                          | トーションバー                                          | トーションバー                                            | トーションバー                      |
| 乗員数   | 3名                                            | 3名                                                     | 4名                                                     | 4名                                                     | 4名                                                       | 4名                                 |
| 装填方式 | 自動                                           | 自動                                                    | 手動                                                    | 手動                                                    | 手動                                                      | 手動                                |
| C4I      | 不明                                           | ×                                                       | ×                                                       | ×                                                       | ×                                                         | ×                                   |

## バリエーション
80-I式戦車
80式戦車の性能向上型として開発が行われ、88式戦車として制式採用された。
80-II式戦車（溶接砲塔）
85式戦車のベースとなった。

## 登場作品

### ゲーム
『マーセナリーズ』
中国軍の戦車として「TYPE 80」の名称で登場する。